# Kaduzität
Die Kaduzität (neulat.) kann Hinfälligkeit, dann etwas Verfallenes, ein wüst liegendes Grundstück, von dem die darauf haftenden Steuern nicht entrichtet werden, bezeichnen.
Kaduzitäten, „Bona caduca“ (= niederfällige Güter), sind Vermögenskomplexe, die mangels eines Berechtigten dem Fiskus (§ 750 ABGB in Österreich) anheimfallen; im Mittelalter Grundstücke, die wegen Erblosigkeit oder wegen Felonie dem Lehnsherrn anheimfallen. Kaduzität eines Außenstandes ist das Verlorengehen desselben durch Zahlungsunvermögen des Schuldners, dann die verloren gehenden und niederzuschlagenden Außenstände und Beträge selbst.